# Uvali siberiani
Gli Uvali siberiani o Uvaly siberiani (in russo Сибирские Увалы?, Sibirskie Uvaly) sono un sistema di modesti rilievi collinari della Siberia Occidentale, situati nei circondari autonomi Jamalo-Nenec e Chanty-Mansi-Jugra, e in una parte del Territorio di Krasnojarsk.

## Descrizione
Si allungano per circa 900 km lungo il 63º parallelo tra l'Ob' e lo Enisej. Hanno un'altezza massima di 285 metri s.l.m.; nonostante questa quota massima modesta, rappresentano un importante spartiacque dal momento che si elevano sul bassopiano della Siberia occidentale, molto vasto ed eccezionalmente piatto.
Sono lo spartiacque tra gli affluenti di destra dell'Ob' (Tromʺëgan, Pim, Ljamin, ecc.) e i corsi superiori dei fiumi Kazym, Nadym, Pur, Taz, compresi parecchi dei loro maggiori affluenti, che scendono dai contrafforti settentrionali per sfociare direttamente nel mare di Kara. Le parti occidentale e orientale degli Uvali presentano un rilievo morenico-collinare, la parte centrale è piatta e paludosa. La vegetazione prevalente è quella della taiga conifera.

## Insediamenti, infrastrutture ed economia
Fino alla metà del XX secolo, l'area degli Uvali siberiani era popolata da gruppi etnici indigeni, soprattutto chanti, nenci (a nord) e selcupi (a est).
Con la scoperta delle enormi riserve di petrolio e gas della Siberia occidentale dagli anni '60,  iniziò l'estrazione e lo sviluppo di molte parti della zona, attraversata ora da oleodotti e gasdotti. La città di Nojabrsk è nata qui nel 1975. Nella parte centrale, gli Uvali sono attraversati anche dalla linea ferroviaria Tjumen'-Surgut-Novyj Urengoj e dalla strada parallela.